# Randy Dominguez
Randy Abel Domínguez Cubilla (Panamá, 15 de octubre de 1973) es un actor, cantante y locutor panameño. Conocido por su trabajo en teatro, series y programas de televisión, hizo su debut en 1995 con la obra El Hombre de La Mancha, bajo la dirección de Bruce Quinn.

## Carrera
Randy nació un 15 de octubre de 1973, en Ciudad de Panamá. Desde muy pequeño tuvo una marcada afinidad por la música y las artes, y unos años después de terminar la secundaria, tuvo su primera experiencia como actor en la obra El Hombre de La Mancha, bajo la dirección del maestro Bruce Quinn (1936-2021). Si bien quería estudiar una carrera en bellas artes, cursó una licenciatura en Banca y Finanzas, y tras egresar de dicha carrera, ocupó una serie de posiciones en el entorno empresarial. Pero siguió probando suerte como actor, y sumado a algunas experiencias en comerciales, empezó a trabajar más de lleno en proyectos de teatro y televisión. Ingresó al Centro de Formación del Teatro La Quadra, donde estudió con Edwin Cedeño y Teresita Mans. Luego, cursa un intensivo de Actuación para Televisión con Alejandra Israel del Centro de Educación Artística de Televisa, y unos años después, viaja a Bogotá, Colombia, para entrenar en el Laboratorio de Actores de Victoria Hernández. También estudió actuación para cine con Raquel Toledo Bernal (España), y con Clara Tristán y Javier Molina del Actors Studio (NYC).
En 2023, Randy fue preseleccionado en los Premios Platino Iberoamericanos en la categoría Mejor Actor de Miniserie, por su papel en la serie Encuentro Con La Historia, de la cadena SERTV.
En años recientes se ha destacado por su participación en la trilogía de Hallmark Channel USA, "Mystery Island", como el jefe de policía Ray Romeo. También en series como Encuentro Con La Historia (2020 / 2022), Parking Histórico (2021 / 2022), Condenados: Un Caribe Rojo (2014), y cintas como St. Vierja Academy (2024), Escribiendo El General (2019) y Sin Pepitas en La Lengua (2018), entre otras. En los escenarios, se recuerda mucho su interpretación de El Fantasma en El Fantasma de La Ópera; también como el Inspector Javert en Les Misérables, Pilatos en Jesucristo Superstar, y Otto Frank en El Diario de Ana Frank.

## Filmografía

### Películas
| Año  | Título                           | Personaje         | Notas                                                                             |
| ---- | -------------------------------- | ----------------- | --------------------------------------------------------------------------------- |
| 2025 | Mystery Island: Play For Keeps   | Ray Romeo         | Hallmark Mystery / Hallmark Plus                                                  |
| 2025 | Mystery Island: Winner Takes All | Ray Romeo         | Hallmark Mystery / Hallmark Plus                                                  |
| 2024 | St. Vierja Academy               | Sancho            | Cimarron Films / Latido Films                                                     |
| 2023 | Mystery Island                   | Dr. Ray Romeo     | Hallmark Movies & Mysteries Channel                                               |
| 2019 | Escribiendo El General           | Eusebio Domínguez | Oscar Faarup Films / TVN Media                                                    |
| 2019 | Operación Causa Justa            | Agente del DENI   | Jaguar Films / Planet Films                                                       |
| 2018 | Sin Pepitas En La Lengua         | Dr. Ken Lee       | Producción: Vertical Media. Dirección: Carlos y Poti García de Paredes            |
| 2017 | Bad Cat                          | Pedro             | Actor de doblaje, personaje principal. Anima Istambul / Prolatsa / Vertical Media |
| 2016 | Salsipuedes                      | Capitán           | Dirección: Ricardo Aguilar / Manolito Rodríguez                                   |
| 2015 | Ribbit                           | Araña             | Actor de doblaje, español para Latinoamérica. KRU Studios.                        |
| 2012 | Klushi                           | Marco             | Producción rusa filmada en Panamá. Director: Aleksandr Kott                       |

### Series de Televisión
| Año         | Título                                                   | Personaje                     | Notas |
| ----------- | -------------------------------------------------------- | ----------------------------- | --- |
| 2022        | Encuentro Con La Historia: Temporada 2                   | Max De La Vega y Galán        | Episodios: 1. "1821" (Parte 1/3) 2. "1821" (Parte 2/3) 3. "1821" (Parte 3/3) 4. "John Peter Williams" 5. "Gumercinda Páez" 6. "José A. Remón Cantera" 7. "Neptuno Encadenado"      |
| 2022        | Parking Histórico 2: La Decepción del Canal Francés      | Presidente Theodore Roosevelt | 4 episodios |
| 2021        | Parking Histórico 1: La Separación de Panamá de Colombia | Presidente Theodore Roosevelt | 6 episodios |
| 2020        | Encuentro Con La Historia: Temporada 1                   | Max De La Vega y Galán        | Episodios: 1. "Manuel Amador Guerrero" 2. "Theodore Roosevelt" 3. "Reina Torres de Araúz" 4. "Carlos Endara" 5. "Ricardo J. Alfaro" 6. "Clara González" 7. "El Incidente Pershing" |
| 2015        | Escándalos                                               | Vocero del PUD                | Episodio: "La Grabación" |
| 2014        | Condenados, Un Caribe Rojo                               | Bruce Adams                   | Episodios: "El Descubrimiento" "Mar Profundo" "Amigo Mío" |
| 2014        | 9 de Enero: El Día Que Dijimos Presente                  | Robert Fleming                | 2 episodios |
| 2010 - 2022 | QuienTV                                                  | Actor / Animador              | Programa semanal de humor |
| 2009        | El Jesús Malo                                            | Roberto                       | SerTV Canal 11 |
| 2008        | Pobre Millonaria                                         | Doctor                        | Episodio 1 |

### Series Web
| Año  | Título                             | Personaje              | Notas                           | Ref |
| ---- | ---------------------------------- | ---------------------- | ------------------------------- | --- |
| 2016 | Adulto Contemporáneo - Temporada 2 | Dr. John J. Foster Jr. | Dirty Kitchen Colombia / Panamá |     |
| 2015 | Adulto Contemporáneo - Temporada 1 | Dr. John J. Foster Jr. | Dirty Kitchen Colombia / Panamá |     |

### Teatro
| Año  | Obra                                         | Personaje                  | Teatro                                | Notas               | Ref   |
| ---- | -------------------------------------------- | -------------------------- | ------------------------------------- | ------------------- | ----- |
| 2025 | El Diario de Anna Frank                      | Otto Frank                 | Teatro Nacional                       | Drama               |       |
| 2025 | Billy Elliot                                 | Jackie Elliot              | Teatro Nacional                       | Musical             |       |
| 2024 | Anastasia: El Musical de Broadway            | Gleb Vaganov               | Teatro Nacional                       | Musical             |       |
| 2024 | Querido Evan Hansen                          | Larry Murphy               | Teatro Nacional                       | Musical             |       |
| 2024 | 1903: El Musical                             | Theodore Roosevelt         | Teatro Nacional                       | Musical             |       |
| 2024 | Érase Una Vez en Roma: Oráculo a Medias      | Agripinus                  | Teatro La Estación                    | Comedia             |       |
| 2023 | Balboa: La Leyenda de Vasco Núñez y Anayansi | Martín Fernández de Enciso | Teatro Nacional                       | Musical             |       |
| 2022 | Los Inolvidables                             | Anshel Meier               | Teatro Pacific                        | Musical             |       |
| 2022 | Zorro - El Musical                           | Ramón De La Vega           | Teatro La Plaza                       | Musical             |       |
| 2022 | Solo Las Estrellas Bastarán                  | Coronel Norberto Díaz      | Teatro Nacional                       | Musical             |       |
| 2021 | Ballet El Cascanueces                        | Tío Drosselmeyer           | Teatro Nacional                       | Ballet              |       |
| 2021 | 1903: El Musical                             | Theodore Roosevelt         | Teatro Nacional                       | Musical             |       |
| 2021 | Los Inolvidables                             | Anshel Meier               | Teatro Pacific                        | Musical             |       |
| 2021 | Esta Noche No Estoy Para Nadie               | Manuel Valladares          | Teatro Pacific                        | Musical             |       |
| 2019 | 1903: El Musical                             | Theodore Roosevelt         | Teatro Nacional                       | Musical             |       |
| 2019 | ¡Qué Desastre De Obra!                       | Thomas Colleymore          | La Plaza                              | Comedia             |       |
| 2018 | Grease                                       | Vince Fontaine             | Teatro Anayansi                       | Musical de Broadway |       |
| 2017 | El Diario de Ana Frank                       | Otto Frank                 | La Plaza                              | Drama               |       |
| 2016 | El Fantasma de la Ópera                      | Fantasma                   | Teatro Anayansi                       | Musical de Broadway |       |
| 2016 | Rock of Ages                                 | Hertz                      | Teatro En Círculo                     | Musical de Broadway |       |
| 2016 | Mamma Mia!                                   | Harry Bright               | Teatro Anayansi                       | Musical de Broadway |       |
| 2015 | Un Corazón Normal                            | Ben Weeks                  | Teatro Inida                          | Drama               |       |
| 2015 | Jesucristo Superstar                         | Poncio Pilatos             | Teatro Nacional                       | Musical de Broadway |       |
| 2014 | Les Misérables                               | Javert                     | Teatro Nacional                       | Musical de Broadway | [ 3 ] |
| 2013 | Aida                                         | Zoser                      | Teatro Nacional                       | Musical de Broadway |       |
| 2013 | Casi Normales                                | Dr. Fine / Dr. Madden      | Teatro En Círculo                     | Musical de Broadway |       |
| 2013 | Hairspray                                    | Corny Collins              | Teatro En Círculo                     | Musical de Broadway |       |
| 2012 | Un Violinista Sobre El Tejado                | Lazar Wolf                 | Teatro Nacional                       | Musical de Broadway |       |
| 2012 | Mi Bella Dama                                | Freddy Einsford-Hill       | Teatro En Círculo                     | Musical de Broadway |       |
| 2011 | Adulterios                                   | Sam                        | Teatro La Quadra                      | Comedia             |       |
| 2010 | South Pacific                                | Joe Cable                  | Teatro En Círculo                     | Musical de Broadway |       |
| 2010 | La Tiendita Del Horror                       | Orin Scrivello (Dentista)  | Teatro La Quadra                      | Musical de Broadway |       |
| 2009 | Annie                                        | Rooster Hannigan           | Teatro En Círculo                     | Musical de Broadway |       |
| 2009 | Victor/Victoria                              | King Marchand              | Teatro En Círculo                     | Musical de Broadway |       |
| 2008 | La Bella y La Bestia                         | Gastón                     | Teatro Anayansi                       | Musical de Broadway |       |
| 2007 | El Show de Rocky Horror                      | Brad Majors                | Teatro La Quadra                      | Musical de Broadway |       |
| 2007 | Todo Vale                                    | Lord Lionel Oakleigh       | Teatro En Círculo                     | Musical de Broadway | [ 4 ] |
| 2006 | La Historia de Pedro Navaja                  | Beto Cobra (Narrador)      | Teatro Municipal de Valparaíso, Chile | Musical             |       |
| 2006 | Mujercitas                                   | Profesor John Brooke       | Teatro En Círculo                     | Drama               |       |
| 2005 | Maestra Vida (Rubén Blades)                  | Pedro Navaja               | Club Unión de Panamá                  | Musical             |       |
| 2005 | Vecinos                                      | Padre Manolo               | Teatro La Huaca                       | Musical             |       |
| 2005 | Jesucristo Superstar                         | Judas Tadeo                | Teatro Nacional                       | Musical de Broadway |       |
| 1995 | Sir Henry El Pirata                          | Capitán John Morris        | Teatro En Círculo                     | Musical             |       |
| 1995 | El Hombre de La Mancha                       | Arriero                    | Teatro Nacional                       | Musical de Broadway |       |